# Freeburg Township
Die Freeburg Township ist eine von 22 Townships im St. Clair County im Westen des US-amerikanischen Bundesstaates Illinois. Im Jahr 2010 hatte die Freeburg Township 5109 Einwohner.
Die Township liegt im Metro-East genannten östlichen Teil der Metropolregion Greater St. Louis um die Stadt St. Louis im benachbarten Missouri.

## Geografie
Die Freeburg Township liegt im östlichen Vorortbereich von St. Louis. Der Mississippi, der die Grenze zum Bundesstaat Missouri bildet, liegt rund 35 km westlich.
Die Freeburg Township liegt auf 38°26′34″ nördlicher Breite und 89°52′22″ westlicher Länge und erstreckt sich über 57,94 km², die sich auf 56,81 km² Land- und 1,13 km² Wasserfläche verteilen. 
Die Freeburg Township liegt im Zentrum des St. Clair County und grenzt nördlich an die Shiloh Valley Township, im Nordosten an die Mascoutah Township, im Osten an die Engelmann Township, im Südosten an die Fayetteville Township, im Süden an die New Athens Township, im Südwesten an die Prairie Du Long Township, im Westen an die Smithton Township sowie im Nordwesten an Belleville.

## Verkehr
In der Freeburg Township laufen die Illinois State Routes 13 und 15 zusammen. Alle weiteren Straßen sind County Roads oder weiter untergeordnete teils unbefestigte Fahrwege.
Durch den Südwesten der Township verläuft eine Eisenbahnlinie der Canadian National Railway, die von St. Louis nach Südosten führt.
Der St. Louis Downtown Airport liegt rund 35 km nordwestlich, der größere Lambert-Saint Louis International Airport liegt rund 60 km nordwestlich der Freeburg Township.

## Demografische Daten
Nach der Volkszählung im Jahr 2010 lebten in der Freeburg Townschip 5109 Menschen in 2017 Haushalten. Die Bevölkerungsdichte betrug 89,9 Einwohner pro Quadratkilometer. In den 2017 Haushalten lebten statistisch je 2,47 Personen. 
Ethnisch betrachtet setzte sich die Bevölkerung zusammen aus 97,1 Prozent Weißen, 0,5 Prozent Afroamerikanern, 0,3 Prozent amerikanischen Ureinwohnern, 0,5 Prozent Asiaten sowie 0,2 Prozent aus anderen ethnischen Gruppen; 1,3 Prozent stammten von zwei oder mehr Ethnien ab. Unabhängig von der ethnischen Zugehörigkeit waren 1,3 Prozent der Bevölkerung spanischer oder lateinamerikanischer Abstammung. 
21,6 Prozent der Bevölkerung waren unter 18 Jahre alt, 62,3 Prozent waren zwischen 18 und 64 und 16,1 Prozent waren 65 Jahre oder älter. 51,3 Prozent der Bevölkerung war weiblich.
Das mittlere jährliche Einkommen eines Haushalts lag bei 64.348 USD. Das Pro-Kopf-Einkommen betrug 30.342 USD. 8,9 Prozent der Einwohner lebten unterhalb der Armutsgrenze.

## Orte
Neben Streubesiedlung lebt die Bevölkerung der Freeburg Township in Freeburg (mit dem Status „Village“), der einzigen selbstständigen Gemeinde innerhalb der Township.